# 新宮党粛清
新宮党粛清（しんぐうとうしゅくせい）は、尼子氏内で力を持っていた新宮党が、尼子氏当主、尼子晴久によって誅殺された事件である。

## 誅殺に至るまでの経緯
1544年、新宮党を率いる尼子国久・尼子誠久は、毛利元就らの部隊により、布野の地で敗走した。（布野崩れ）
さらに、1553年には、備後で吉川元春に、翌年、備中・備前で小早川隆景・三村家親の隊に大敗を喫した。
この新宮党の幾度も重なる敗北は当然、他の家臣らに不信感を抱かせ、尼子氏の威信低下へとつながった。また、尼子一門であることの驕りから、その他の家臣に横柄な態度をとったり、様々な問題点が露呈してきた。

## 誅殺の経緯
そしてついに、1554年11月、晴久は誅殺を決意。家臣の山中幸盛・立原久綱・熊谷新右衛門らに命じて手始めに尼子国久を城に呼び寄せ誅殺した。
さらに、新宮党の拠点、新宮谷に攻めよせ、尼子誠久を討ち取った。ただしこの時、誠久の息子である尼子氏久・尼子勝久は難を逃れ、尼子滅亡後に山中幸盛と協力して尼子再興を掲げている。

## 誅殺後の影響
ちょうどこの時、大内義隆を大寧寺の変で討った陶晴賢から、新宮党ら主力を毛利征伐の援軍として出してほしいと要請が入っていたが、この事件によって陶は尼子の援軍をあきらめている。